# Фандрал Стрімкий
Фандрал Стрімкий (англ. Fandral the Dashing) — вигаданий персонаж з коміксів американського видавництва Marvel Comics. Один з учасників команди Трійка воїнів, тріо асґардійських авантюристів та персонажів, що періодично допомагають Тору Одінсону, спадкоємцю трону.
Актор Джошуа Даллас зобразив асґардійця на широкому екрані у фільмі, який входив до кіновсесвіту Marvel «Тор» (2011), а також Захарі Лівай зіграв персонажа у фільмах «Тор: Царство темряви» (2013) та «Тор: Раґнарок» (2017).

## Історія публікації
Фандрал був вигаданий коміксистами Стеном Лі й Джеком Кірбі, тож вперше з'явився в коміксі «Journey into Mystery» #119 (серпень 1965).
Сценарист Стен Лі створив Фандрала на основі публічного образу актора Еррола Флінна.

## Вигадана біографія
Фандрал був членом Трійки воїнів, до якої також входили асґардійці Гоґун та Вольстаґґ. Він неодноразово бився пліч-о-пліч з Тором за безпеку і благополуччя Асґарду. Він був відомий своїм чудовим володінням мечем, хоробрістю, самолюбством і надзвичайним оптимізмом. Незалежно від наслідків він завжди робив правильні вчинки, навіть якщо результатом була смерть. Його его було більше недоліком, ніж перевагою. Його гарна зовнішність і ввічливий шарм зробили його дамським угодником Трійки воїнів, але його схильність залицятися до кількох жінок одночасно принесла йому неприємності.
Фандрала вважали загиблим після подій нещодавнього Раґнарока. Насправді ж його душа, як і всіх інших, хто загинув під час Раґнарока, якимось чином потрапила до людської істоти. Коли Тор повернувся з мертвих і почав повертати до життя інших асґардійців. Фандрал був одним з перших знайдений і звільнений разом з двома своїми друзями Гоґуном і Вольстаґґом. Зараз він проживає в Новому Асґарді, побудованому Тором біля старого шосе 66 в Оклахомі.